# Glyphorynchus spirurus
El trepatroncos picocuña (Glyphorynchus spirurus) es una especie de ave paseriforme de la familia Furnariidae, subfamilia Dendrocolaptinae, la única perteneciente al género Glyphorynchus. Probablemente se divida en más de una especie. Es nativa de la América tropical (Neotrópico), desde el sur de México, por América Central y del Sur, hasta el centro de Bolivia, sur de la Amazonia y este de Brasil.

## Nombres comunes
Aparte de trepatroncos picocuña (en México y Nicaragua), también se le denomina trepatroncos pico de cuña (en Colombia), trepadorcito pico de cuña (en Costa Rica y Honduras), trepadorcito piquicuña (en Ecuador y México), trepadorcito acuminado (en Nicaragua) o trepador pico de cuña (en Perú y Venezuela).

## Distribución y hábitat
Las numerosas subespecies se distribuyen, a veces de forma disjunta, desde el sur de México, por Belice, Guatemala, Honduras, Nicaragua, Costa Rica, Panamá, Colombia, hacia el este por Venezuela, Guyana, Surinam y Guayana francesa, hacia el sur por Ecuador, Perú, la casi totalidad de la Amazonia brasileña, hasta el centro de Bolivia, y una población aislada en el este de Brasil. En su mayoría es una especie residente, pero puede dispersarse a nivel local. Por ejemplo, un individuo migratorio fue observado el 12 de mayo de 1998 en Cerro Campana, El Salvador, el primer registro de la especie en ese país.
Esta especie es considerada común y ampliamente diseminada en su hábitat natural: el sotobosque de selvas húmedas, sobre todo en las tierras bajas hasta los 1000 metros de altitud, algunos pocos pueden llegar hasta los 2000metros.

## Descripción
Se le distingue fácilmente de sus parientes por su pequeño tamaño, es el menor de los trepatroncos, y su pico distintivo. El trepatroncos picocuña mide habitualmente en torno a los 14 a 15 cm de longitud y pesa unos 14 a 16 g. La parte superior del cuerpo es marrón, con finas estrías a ambos lados de la cabeza, un supercilio ante y rabadilla castaña. La garganta también es ante y el resto de la parte inferior está moteada de castaño, especialmente en el pecho. Cuando vuela muestra una línea castaña bajo las alas. Los jóvenes muestran un tono más apagado y uniforme y con menos marcas. El pico corto es muy diferente en su forma del de otros trepadores, en formato de cuña y vuelto hacia arriba, casi como los Xenops. Las plumas de la cola terminan en púas sobresalientes muy largas, proporcionalmente las más largas entre los trepatroncos.

## Comportamiento
Se alimenta de pequeños insectos, recorriendo troncos y extrayendo a sus presas de la corteza con su pico. Prefiere los árboles de corteza fina, donde a menudo se desenvuelve solo o en parejas, y más ocasionalmente en pequeños grupos familiares. 
Suele construir su nido en una estrecha cavidad de los troncos, ocasionalmente cerca de la copa pero normalmente a un nivel mucho más bajo, incluso a nivel del suelo. Pone dos huevos blancos entre marzo y junio.
El canto es un breve «chip». El sonido varía geográficamente, quizás reflejando la distribución de las subespecies. En Costa Rica es un continuado «kekeki», mientras que en el este de Bolivia es un ascendente trino «tui-tuui-tuuui».

## Sistemática

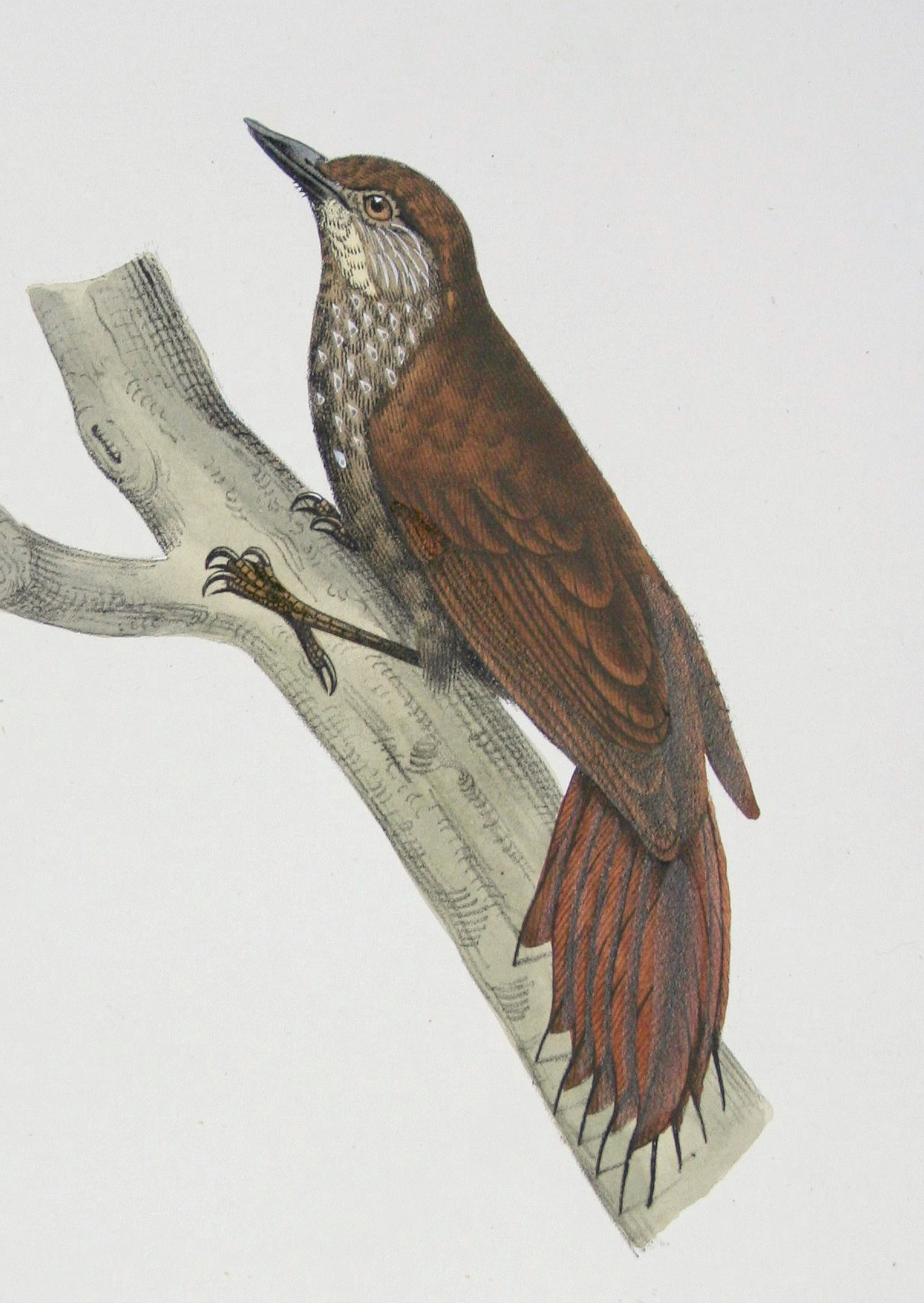
Glyphorhynchus castelnaudii ilustración de Castelnau en Expédition dans les parties centrales de l'Amérique du Sud, de Rio de Janeiro à Lima et de Lima au Para, 1856.

### Descripción original
La especie G. spirurus fue descrita por primera vez por el naturalista francés Louis Pierre Vieillot en 1819 bajo el nombre científico Neops spirurus; su localidad tipo es: «Sudamérica = "Cayena"».
El género monotípico Glyphorynchus fue propuesto por el naturalista alemán Maximilian zu Wied-Neuwied en 1831.

### Etimología
El nombre genérico masculino «Glyphorynchus» se compone de las palabras del griego «γλυφις gluphis, γλυφιδος gluphidos: cincel, y «ῥυγχος rhunkhos»: pico; significando «con pico como cincel»;  y el nombre de la especie «spirurus», se compone de las palabras del griego «σπειρα speira: espiral, bobina, y «ουρος ouros»: de cola; significando «con la cola en espiral».

### Taxonomía
Las marcadas diferencias de varios tipos de canto y los plumajes bien diferenciados sugieren la existencia de más de una especie en la presente; sin embargo, los datos moleculares muestran flujo de genes entre subespecies vecinas morfológicamente diferenciadas. Un análisis reciente de especímenes de 63 localidades en ocho áreas de endemismos en la Amazonia separadas por grandes ríos, indican la existencia de linajes alopátricas con alto grado de diferenciación genética en las márgenes opuestas de estos grandes ríos, con alto nivel tanto de diferenciación genética como de parafilia evidente dentro de las subespecies actualmente reconocidas. Los análisis de vocalizaciones indican cuatro grupos distintos de subespecies: el «grupo pectoralis» (Mesoamérica / Chocó); el «grupo spirurus» (oeste y norte de la Amazonia/Guayanas); el monotípico «grupo albigularis» (suroeste de la Amazonia);  y el «grupo cuneatus» (sureste de la Amazonia al este del río Madeira). La subespecie propuesta G. s. sublestus J.L. Peters, 1929 (del sur de Centroamérica) se incluye en pectoralis.

### Subespecies
Según las clasificaciones del Congreso Ornitológico Internacional (IOC) y Clements Checklist/eBird v.2019 se reconocen trece subespecies, divididas en cuatro grupos, con su correspondiente distribución geográfica:
- Grupo politípico pectoralis, trepatroncos picocuña norteño:

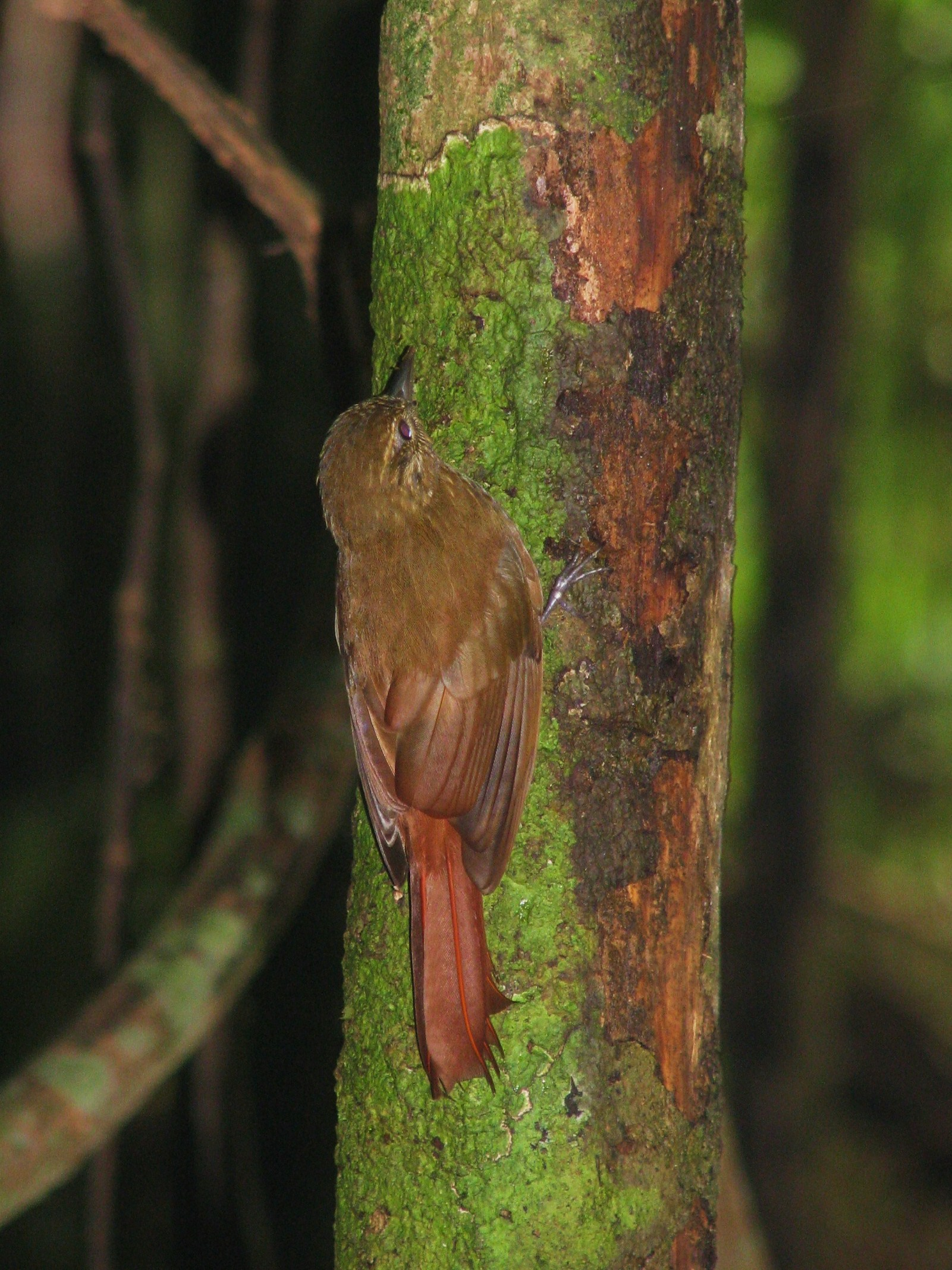
Glyphorynchus spirurus pectoralis, oeste de Costa Rica.

- - Glyphorynchus spirurus pectoralis P.L. Sclater & Salvin, 1860 – desde el sur de México (sur de Veracruz, norte de Oaxaca, Chiapas, principalmente en la pendiente caribeña), centro de Guatemala (pendiente caribeña, raramente en Petén) y Belice hacia el sur hasta Costa Rica (ambas pendientes) y centro y oeste de Panamá (en la pendiente caribeña al este hasta el este de Colón, en la pendiente del Pacífico hasta el oeste de Chiriquí).
  - Glyphorynchus spirurus pallidulus Wetmore, 1970 – este de Panamá (pendiente caribeña desde el sureste de Colón hacia el este a través de San Blas, pendiente del Pacífico desde el este de la provincia de Panamá al este hasta el norte de Darién) y adyacente noroeste de Colombia (norte de Chocó).
  - Glyphorynchus spirurus subrufescens Todd, 1948 – litoral del Pacífico del sureste de Panamá (valle del río Jaqué en el suroeste de Darién), oeste de Colombia (norte de Chocó y Antioquia al sur hasta Nariño, también en los altos valles de los ríos Atrato y San Juan) y oeste de Ecuador (hasta el noroeste de Guayas y sureste de El Oro).

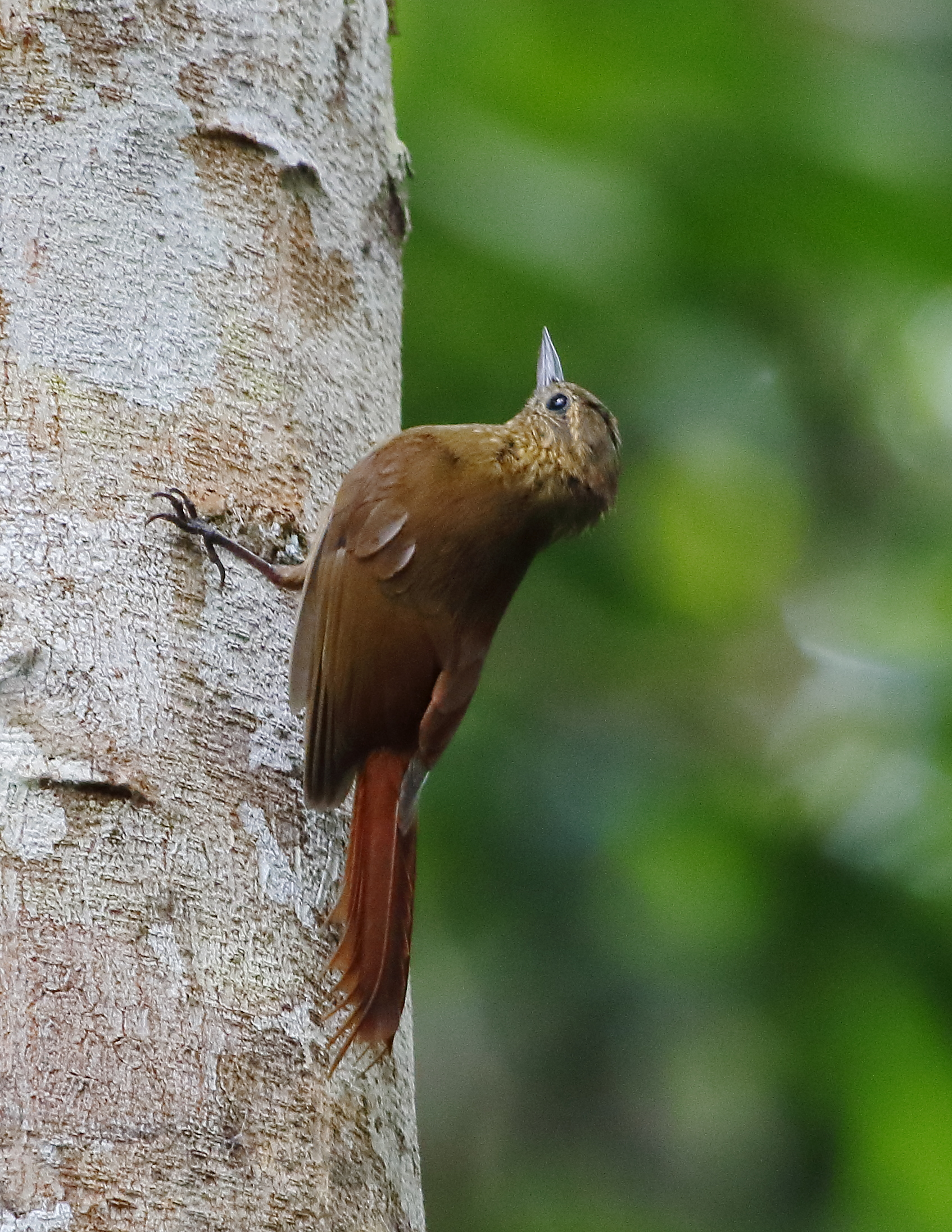
Glyphorynchus spirurus paraensis, Serra dos Carajás, Pará, Brasil.

  - Glyphorynchus spirurus integratus J.T. Zimmer, 1946 – norte de Colombia (alto río Sinú al este hasta el medio valle del Magdalena y al sur gasta el oeste de Boyacá, también a oriente de los Andes desde Norte de Santander hacia el sur hasta el noroeste de Arauca)y oeste de Venezuela (Zulia, sur de Táchira, oeste de Mérida, noroeste de Barinas, sureste de Lara).

- Grupo politípico spirurus, trepatroncos picocuña central:
  - Glyphorynchus spirurus rufigularis J.T. Zimmer, 1934 – noroeste de la Amazonia al norte del río Amazonas, desde el centro de Colombia (al sur desde Meta y Vichada) y sur de Venezuela (sur de Bolívar, Amazonas) hacia el sur hasta el noreste de Ecuador (alto río Napo) y noroeste de Brasil (hacia el este hasta la margen oriental del alto río Negro y hasta la margen occidental del bajo río Negro).
  - Glyphorynchus spirurus amacurensis Phelps, Sr & Phelps, Jr, 1952 – noreste de Venezuela (Sucre, Delta Amacuro).
  - Glyphorynchus spirurus spirurus (Vieillot, 1819) – noreste de la Amazonia al norte del río Amazonas, en el este de Venezuela (noreste de Bolívar), las Guayanas y norte de  Brasil (del bajo río Negro al este hasta Amapá).
  - Glyphorynchus spirurus coronobscurus Phelps, Sr & Phelps, Jr, 1955 – Cerro de la Neblina (por arriba de los 1400 m), en el sur de Venezuela (suroeste de Amazonas).
  - Glyphorynchus spirurus castelnaudii Des Murs, 1856 – oeste de la Amazonia al sur del río Amazonas y río Napo, en el este y noreste de Perú (al sur hasta Junín) y oeste de Brasil (hacia el este hasta el río Madeira).

- Grupo monotípico albigularis, trepatroncos picocuña sureño: 
  - Glyphorynchus spirurus albigularis Chapman, 1923 – suroeste de la Amazonia en el sureste de Perú (Puno) y norte de Bolivia (al sr hasta La Paz, Cochabamba).

- Grupo politípico cuneatus, trepatroncos picocuña oriental:

- - Glyphorynchus spirurus inornatus J.T. Zimmer, 1934 – sur de la Amazonia brasileña (interfluvio entre el río Madeira y el río Tapajós, hacia el sur hasta el suroeste de Mato Grosso) y noreste de Bolivia (noreste de Santa Cruz).
  - Glyphorynchus spirurus paraensis Pinto, 1974 – sureste de la Amazonia brasileña al sur del río Amazonas, desde el Tapajós hacia el este hasta el norte de Maranhão (incluyendo la isla Marajó).
  - Glyphorynchus spirurus cuneatus (M.H.C. Lichtenstein, 1820) – litoral oriental de  Brasil (norte de Bahía al sur hasta el norte de Espírito Santo).